# ATIVA
ATIVA (Autostrada Torino–Ivrea–Valle d’Aosta S.p.A.) (pl. Autostrada Turyn - Ivera - Dolina Aosty) – koncesjonariusz włoskiej autostrady A5 na odcinku Turyn – Quincinetto, autostrady A4/A5 oraz systemu obwodnicy Turynu. Spółka powstała w 1964 w celu wybudowania pierwszego odcinka obecnej trasy A5. ATIVIA jest kontrolowana przez firmę Argo Finanziaria